# Hippolyte-Polydore Ducastel
Pour les articles homonymes, voir Ducastel.
Hippolyte-Polydore Ducastel, né le 10 octobre 1863 à Menin et y décédé le 19 octobre 1930, fut un sénateur socialiste belge.
Ducastel fut échevin de Menin et sénateur de l'arrondissement de Courtrai-Ypres (1921-1929).

## Sources
- faire-part de décès